# Триплатинагептагадолиний
Трипла̀тинагептагадоли́ний — бинарное неорганическое соединение, интерметаллид
платины и гадолиния
с формулой Gd7Pt3,
кристаллы.

## Получение
- Сплавление стехиометрических количеств чистых веществ:

{\displaystyle {\mathsf {3Pt+7Gd\ {\xrightarrow {1400^{o}C}}\ Gd_{7}Pt_{3}}}}

## Физические свойства
Триплатинагептагадолиний образует кристаллы гексагональной сингонии, пространственная группа P 63mc, параметры ячейки a = 0,9977 нм, c = 0,6275 нм, Z = 2,
структура типа гептаторийтрижелеза Fe3Th7
.
Соединение образуется по перитектической реакции при температуре >1400 °C.